# قائمة زملاء الجمعية الملكية المنتخبين في 1732
هذه الصفحة تعرض قائمة زملاء الجمعية الملكية المُنتخبين لعام 1732.

## الزملاء
- Rose Fuller [الإنجليزية]‏
- John Robartes, 4th Earl of Radnor [الإنجليزية]‏
- John Belchier [الإنجليزية]‏
- John Lindsay, 20th Earl of Crawford [الإنجليزية]‏
- William Clavering-Cowper, 2nd Earl Cowper [الإنجليزية]‏
- Johann Friedrich Weidler [الإنجليزية]‏
- Thomas Lee Dummer [الإنجليزية]‏
- Robert Barker (physician) [الإنجليزية]‏
- Sir Edward Barry, 1st Baronet [الإنجليزية]‏